# 10-Yard Fight
10-Yard Fight (10ヤードファイト Ten Yādo Faito?) es un juego de Fútbol americano, que fue desarrollado y publicado en Japón por Irem y publicado en el Estados Unidos por Taito y en Europa por Electrocoin. Es el primer videojuego de fútbol americano poco realista jamás desarrollado y puesto en el mercado.

## Jugabilidad
El juego se ve desde una perspectiva cenital y es en desplazamiento vertical. En ataque, el jugador simplemente recibe el balón en el y, o bien trata de correr el mariscal de campo con la pelota, o bien la pasa a un corredor o hace un pase largo. En la defensa, el jugador elige uno de dos jugadores con el control, y el juego controla los demás jugadores.
10-Yard Fight tiene cinco niveles de dificultad, de la más fácil a la más difícil: High School Team, College Team, Professional Team, Playoff Team y Super Bowl Team. Si el jugador gana las dos mitades "en tiempo real acelerado" de una mitad de 30 minutos en un nivel más fácil, el jugador avanza al siguiente nivel de dificultad, como un modo de carrera crudamente diseñado.

## Adaptaciones
El juego fue creado originalmente para Arcade en 1983 por la empresa Irem, luego en 1985 se lanzaron versiones para la Famicom en Japón y la NES en América y Europa. El juego también fue portado en 1986 a la MSX también por Irem, pero exclusivamente para Japón.
El 2 de mayo de 2018, Hamster Corporation lanzó una adaptación para el Nintendo Switch como parte de su serie Arcade Archives.

## Diferencias entre el arcade y versiones de Nes/Family
Aunque son gráficamente similares, existen algunas diferencias fundamentales entre el arcade y versiones Famicom/NES del juego. La versión del acarde solo simuló la parte ofensiva del juego, la versión para Nes/Family se juega tanto en ataque como defensa, incluyendo el modo de dos jugadores.